# Wajgoła
Wajgoła (lit. Vaigalė) – rzeka na Litwie, prawy dopływ Elny. Jej źródła znajdują się na północ od Wojgieliszek. Długość: 7,4 km.
Większe wsie nad Wajgołą: Wojgieliszki, Jurkiszki, Adamciszki, Elniekumpie, Antokalce, Lewidanie, Zakaryszki.
W oryginalnej pisowni miejscowości leżące nad tą rzeką to: Zakariškės, Vaigeliškės, Geležių Antakalniai, Elniakampis, Adomčiškės, Jurkiškės, Levydonys.